# 吉野都美男
吉野 都美男（よしの とみお、1926年〈大正15年〉4月29日 -2005年〈平成17年〉12月12日）は、日本の実業家、政治家。埼玉県北埼玉郡南河原村長を務めた。

## 経歴
埼玉県北埼玉郡南河原村（現・行田市）出身。旧制熊谷中学校を卒業する。スリッパ製造業に従事。吉近監査役をつとめる。南河原村助役を経て、1975年8月に同村長に就任。
1984年2月に自らが経営するスリッパ工場の資金を集めるために元荒川上流土地改良区の公金を横領した事件で逮捕、起訴される。
1985年1月13日、吉野のリコール請求に伴う住民投票が行われ、（投票率93.4％）賛成が56.4％（1398票）を得たため村長の解職が決まる。同年2月17日、南河原村出直し村長選で、リコール派の橋本治雄が吉野を破って初当選する。
1993年、南河原村長選に立候補するも橋本治雄に敗れ落選。
※当日有権者数：3018人 最終投票率：91.62%（前回比：　pts）
| 候補者名   | 年齢 | 所属党派 | 新旧別 | 得票数 | 得票率 | 推薦・支持 |
| ---------- | ---- | -------- | ------ | ------ | ------ | ---------- |
| 橋本治雄   | 67   | 無       | 現     | 1437票 | 47.6%  |            |
| 吉野都美男 | 66   | 無       | 元     | 1277票 | 42.3%  |            |

1997年に再び村長選に立候補し当選。
※当日有権者数：3315人 最終投票率：90.50%（前回比：　pts）
| 候補者名   | 年齢 | 所属党派 | 新旧別 | 得票数 | 得票率 | 推薦・支持 |
| ---------- | ---- | -------- | ------ | ------ | ------ | ---------- |
| 吉野都美男 | 70   | 無       | 元     | 1034票 | 31.2%  |            |
| 澤田政五郎 | 73   | 無       | 新     | 894票  | 27%    |            |
| 細井辰夫   | 68   | 無       | 新     | 534票  | 16.1%  |            |
| 永島茂     | 44   | 無       | 新     | 486票  | 14.7%  |            |

その後はエンドウマメ農場やシイタケ栽培施設の補助事業の資金を得ていたが、村税の12年に及ぶ滞納が発覚し、百条委員会及び辞職勧告の陳情書が出されるも村議会は不採択とした。しかし、行田市で当て逃げ事件を起こし、1999年1月31日に二度目の解職請求に伴う住民投票で、（投票率83.21％）賛成が55.52％（1538票）を得たため解職が決まった。これにより、日本の市町村長では異例の2回のリコールを受けたことになる。2005年12月12日、死去。79歳没。

## 人物
住所は埼玉県北埼玉郡南河原村大字南河原。